# Banque Vernes
Pour les articles homonymes, voir Vernes.
La Banque Vernes est une ancienne banque française, créée  par Charles Vernes, dont la Banque Palatine est aujourd’hui la descendante.

## Historique
La famille Vernes, originaire du Vivarais s'est réfugiée en Suisse après la révocation de l'édit de Nantes. Jean-Georges (1696-1763) devient marchand drapier à Genève où il obtient la bourgeoisie en 1722 avec pour écusson un aulne. Son petit-fils Jacques-Louis Vernes (1751-1823) quitte le Canton de Vaud pour s'établir à Lyon comme courtier, puis banquier. Son fils Charles Vernes (1786-1858) fonde la banque Vernes.

### Origine
Jacques-Louis Vernes, après avoir participé à d'autres sociétés de commerce, crée à Lyon en 1812 la société "Vernes, Dassier et Cie". Son fils Charles Vernes, installé à Paris, après avoir géré les affaires de son beau-père, J-L Grivel,  et participé à différentes sociétés, devient associé de "Ador, Vernes et Dassier" en 1821; à la dissolution de cette société en 1830  il continue les affaires sous son seul nom "Charles Vernes et Cie", son frère Félix ayant procuration générale. Charles Vernes ayant été nommé sous-gouverneur de la Banque de France en 1834 la société devient "Félix Vernes et Cie" et en 1857 "Vernes et Cie"

### De 1945 à 1970
En 1945, Jean-Marc Vernes, 24 ans, est engagé par son oncle Pierre Vernes, qui dirige la banque familiale : MM Vernes & Cie.
En 1949, Jean-Marc Vernes fréquente les salons chics et les champs de courses hippiques. Lors d’un concours, il rencontre Ferdinand Béghin alors Président des fabriques de sucres du même nom. En 1956, la Banque Vernes introduit Béghin en bourse. 
En 1965, Jean Marc Vernes devient le n° 2 du groupe Béghin et organise la fusion de Béghin et de Say. Pendant la décennie 1960, la Banque Vernes participe à de grandes opérations immobilières, notamment celles de Parly 2 et Elysées 2 .

### De 1970 à nos jours
Au début des années 1970, la Banque Vernes et Compagnie fusionne avec la Banque Commerciale de Paris sous le nom de Banque Vernes et Commerciale de Paris (BVCP). 
En 1982, la banque est nationalisée et rejoint le groupe Suez en 1985. En 1987, à la suite de la privatisation de Suez, l'Instituto Bancario San Paolo de Turin rentre au capital de la BVCP à hauteur de 49 % puis à 100 %. Après son acquisition par le Groupe Sanpaolo, la BVCP est renommée Banque Sanpaolo en 1989. 
En 1996, la Banque reprend le réseau de la Banque Veuve Morin-Pons, créée à Lyon en 1805, puis acquiert en 2001 sept agences de la Banque Générale de Commerce. En 2003, la Caisse Nationale des Caisses d'Epargne devient l’actionnaire majoritaire de la Banque Sanpaolo à hauteur de 60 % de son capital, le reste appartient au groupe Sanpaolo IMI. Depuis le 6 juin 2005, la banque Sanpaolo a changé de nom pour devenir la Banque Palatine, banque des entreprises et banque du patrimoine. Elle est une filiale du groupe BPCE.